# Lijst van Europese wedstrijden van FC Hradec Králové
De Tsjechische voetbalclub FC Hradec Králové speelt sinds 1960 wedstrijden in Europese competities. Hieronder volgt een overzicht van de gespeelde wedstrijden per seizoen.

## Europese duels
Uitslagen vanuit gezichtspunt FC Hradec Králové 
| Seizoen | Competitie                 | Ronde        | Land                                          | Club                 | Totaalscore  | 1e W    | 2e W       | PUC |
| ------- | -------------------------- | ------------ | --------------------------------------------- | -------------------- | ------------ | ------- | ---------- | --- |
| 1960/61 | Europacup I                | Q            | Vlag van Roemenië (1952-1965)                 | CCA Boekarest        | walkover     |         |            | 5.0 |
|         |                            | 1/8          | Vlag van Griekenland (1822-1970 en 1975-1978) | Panathinaikos Athene | 1-0          | 1-0 (T) | 0-0 (U)    | 5.0 |
|         |                            | 1/4          | Vlag van Spanje (11 okt. 1945- 20 jan. 1977)  | FC Barcelona         | 1-5          | 0-4 (U) | 1-1 (T)    | 5.0 |
| 1961/62 | International Football Cup | Groep        | Vlag van Polen                                | Górnik Zabrze        | 4-5          | 2-3 (T) | 2-2 (U)    | 0.0 |
|         |                            | Groep        | Vlag van Duitse Democratische Republiek       | SC Dynamo Berlin     | 2-1          | 1-0 (T) | 1-1 (U)    | 0.0 |
|         |                            | Groep        | Vlag van Oostenrijk                           | Wiener Sport-Club    | 9-6          | 4-2 (T) | 5-4 (U)    | 0.0 |
|         |                            | 1/4          | Vlag van Nederland                            | Feyenoord            | 1-3          | 1-3 (U) |            | 0.0 |
| 1962    | Mitropacup                 | Groep 1      | Vlag van Joegoslavië                          | Dinamo Zagreb        | 4-4          | 3-2     | 1-2        | 0.0 |
|         |                            | Groep 1      | Vlag van Italië                               | Juventus FC          | 4-3          | 2-3     | 2-0        | 0.0 |
|         |                            | Groep 1 (2e) | Vlag van Hongarije                            | Ferencvárosi TC      | 3-1          | 2-1     | 1-0        | 0.0 |
| 1995/96 | Europacup II               | Q            | Vlag van Liechtenstein                        | FC Vaduz             | 14-1         | 5-0 (U) | 9-1 (T)    | 9.0 |
|         |                            | 1/8          | Vlag van Denemarken                           | FC Kopenhagen        | 7-2          | 5-0 (T) | 2-2 (U)    | 9.0 |
|         |                            | 1/4          | Vlag van Rusland                              | FC Dinamo Moskou     | 1-1 (1-3 ns) | 0-1 (U) | 1-0 nv (T) | 9.0 |
| 1998    | Intertoto Cup              | 1R           | Vlag van Luxemburg                            | CS Hobscheid         | 2-1          | 0-0 (U) | 2-1 (T)    | 0.0 |
|         |                            | 2R           | Vlag van Hongarije                            | Debreceni VSC        | 1-1 u        | 0-0 (U) | 1-1 (T)    | 0.0 |
| 1999    | Intertoto Cup              | 1R           | Vlag van Wit-Rusland                          | FC Gomel             | 1-1 (1-3 ns) | 1-0 (T) | 0-1 nv (U) | 0.0 |

Totaal aantal punten voor UEFA coëfficiënten: 14.0
Zie ook
- Deelnemers UEFA-toernooien Tsjechië
- Deelnemers UEFA-toernooien Tsjecho-Slowakije
- Ranglijst van alle clubs die in de diverse Europa Cups zijn uitgekomen

## Resultaten
| #     | Betekenis       |
| ----- | --------------- |
| Q     | Voorronde       |
| PO    | Play-Off        |
| Groep | Groepsfase      |
| 1R    | Eerste ronde    |
| 2R    | Tweede ronde    |
| 3R    | Derde ronde     |
| 1/8   | 1/8ste finale   |
| 1/4   | Kwartfinale     |
| 1/2   | Halve finale    |
| F     | Verloren finale |
| W     | Winnaar finale  |

| Seizoen | - Europacup I - Champions League | - Europacup II | - Jaarbeursstedenbeker - UEFA Cup - Europa League | - International Football Cup - Intertoto Cup | - Mitropacup |
| ------- | -------------------------------- | -------------- | ------------------------------------------------- | -------------------------------------------- | ------------ |
| 1960/61 | 1/4                              |                |                                                   |                                              |              |
| 1961/62 |                                  |                |                                                   | 1/4                                          |              |
| 1962    |                                  |                |                                                   |                                              | Groep        |
| 1995/96 |                                  | 1/4            |                                                   |                                              |              |
| 1998    |                                  |                |                                                   | 2R                                           |              |
| 1999    |                                  |                |                                                   | 1R                                           |              |

### Aantal
| Naam | Competities                | Aantal | Seizoen    | 2e | Win |
| --- | -------------------------- | ------ | ---------- | -- | --- |
| Beker Toelichting op de tabel: #Q = #kwalificatieronde / #voorronde, #R = #ronde, PO = Play-off, Groep (?e) = groepsfase (+ plaats in de groep), Competitie (?e) = competitiefase (+ plaats in de competitie), 1/16 = zestiende finale, 1/8 = achtste finale, 1/4 = kwartfinale, 1/2 = halve finale, TF = troostfinale, F = finale, T/U = Thuis/Uit, BW = Beslissingswedstrijd, W = Wedstrijd, PUC = punten UEFA-coëfficiënten. | Champions League           | –      | –          | –  | –   |
| Beker Toelichting op de tabel: #Q = #kwalificatieronde / #voorronde, #R = #ronde, PO = Play-off, Groep (?e) = groepsfase (+ plaats in de groep), Competitie (?e) = competitiefase (+ plaats in de competitie), 1/16 = zestiende finale, 1/8 = achtste finale, 1/4 = kwartfinale, 1/2 = halve finale, TF = troostfinale, F = finale, T/U = Thuis/Uit, BW = Beslissingswedstrijd, W = Wedstrijd, PUC = punten UEFA-coëfficiënten. | Europacup I                | 1×     | 1960/61    | –  | –   |
| Beker Toelichting op de tabel: #Q = #kwalificatieronde / #voorronde, #R = #ronde, PO = Play-off, Groep (?e) = groepsfase (+ plaats in de groep), Competitie (?e) = competitiefase (+ plaats in de competitie), 1/16 = zestiende finale, 1/8 = achtste finale, 1/4 = kwartfinale, 1/2 = halve finale, TF = troostfinale, F = finale, T/U = Thuis/Uit, BW = Beslissingswedstrijd, W = Wedstrijd, PUC = punten UEFA-coëfficiënten. | Europacup II               | 1×     | 1995/96    | –  | –   |
| Europa League | Europa League              | –      | –          | –  | –   |
| Europa League | UEFA Cup                   | –      | –          | –  | –   |
| Europa League | Jaarbeursstedenbeker       | –      | –          | –  | –   |
| Toelichting op de tabel: #Q = #kwalificatieronde / #voorronde, #R = #ronde, PO = Play-off, Groep (?e) = groepsfase (+ plaats in de groep), Competitie (?e) = competitiefase (+ plaats in de competitie), 1/16 = zestiende finale, 1/8 = achtste finale, 1/4 = kwartfinale, 1/2 = halve finale, TF = troostfinale, F = finale, T/U = Thuis/Uit, BW = Beslissingswedstrijd, W = Wedstrijd, PUC = punten UEFA-coëfficiënten.       | Intertoto Cup              | 2×     | 1998, 1999 | –  | –   |
| Toelichting op de tabel: #Q = #kwalificatieronde / #voorronde, #R = #ronde, PO = Play-off, Groep (?e) = groepsfase (+ plaats in de groep), Competitie (?e) = competitiefase (+ plaats in de competitie), 1/16 = zestiende finale, 1/8 = achtste finale, 1/4 = kwartfinale, 1/2 = halve finale, TF = troostfinale, F = finale, T/U = Thuis/Uit, BW = Beslissingswedstrijd, W = Wedstrijd, PUC = punten UEFA-coëfficiënten.       | International Football Cup | 1×     | 1961/62    | –  | –   |
| Toelichting op de tabel: #Q = #kwalificatieronde / #voorronde, #R = #ronde, PO = Play-off, Groep (?e) = groepsfase (+ plaats in de groep), Competitie (?e) = competitiefase (+ plaats in de competitie), 1/16 = zestiende finale, 1/8 = achtste finale, 1/4 = kwartfinale, 1/2 = halve finale, TF = troostfinale, F = finale, T/U = Thuis/Uit, BW = Beslissingswedstrijd, W = Wedstrijd, PUC = punten UEFA-coëfficiënten.       | Mitropacup                 | 1×     | 1962       | –  | –   |

## Clubs waar FC Hradec Králové tegen speelde
| Club                 | Land                                    | Wedstrijden | Seizoen | W. | G. | V. |
| -------------------- | --------------------------------------- | ----------- | ------- | -- | -- | -- |
| Denemarken           |                                         |             |         |    |    |    |
| FC Kopenhagen        | Vlag van Denemarken                     | 2×          | 1995/96 | 1× | 1× |    |
| Griekenland          |                                         |             |         |    |    |    |
| Panathinaikos Athene | Vlag van Griekenland                    | 2×          | 1960/61 | 1× | 1× |    |
| Hongarije            |                                         |             |         |    |    |    |
| Debreceni VSC        | Vlag van Hongarije                      | 2×          | 1998    |    | 2× |    |
| Ferencvárosi TC      | Vlag van Hongarije                      | 2×          | 1962    | 2× |    |    |
| Italië               |                                         |             |         |    |    |    |
| Juventus FC          | Vlag van Italië                         | 2×          | 1962    | 1× |    | 1× |
| Joegoslavië          |                                         |             |         |    |    |    |
| Dinamo Zagreb        | Vlag van Joegoslavië                    | 2×          | 1962    | 1× |    | 1× |
| Liechtenstein        |                                         |             |         |    |    |    |
| FC Vaduz             | Vlag van Liechtenstein                  | 2×          | 1995/96 | 2× |    |    |
| Luxemburg            |                                         |             |         |    |    |    |
| CS Hobscheid         | Vlag van Luxemburg                      | 2×          | 1998    | 1× | 1× |    |
| Nederland            |                                         |             |         |    |    |    |
| Feyenoord            | Vlag van Nederland                      | 1×          | 1961/62 |    |    | 1× |
| Oost-Duitsland       |                                         |             |         |    |    |    |
| SC Dynamo Berlin     | Vlag van Duitse Democratische Republiek | 2×          | 1961/62 | 1× | 1× |    |
| Oostenrijk           |                                         |             |         |    |    |    |
| Wiener Sport-Club    | Vlag van Oostenrijk                     | 2×          | 1961/62 | 2× |    |    |
| Polen                |                                         |             |         |    |    |    |
| Górnik Zabrze        | Vlag van Polen                          | 2×          | 1961/62 |    | 1× | 1× |
| Rusland              |                                         |             |         |    |    |    |
| Dinamo Moskou        | Vlag van Rusland                        | 2×          | 1995/96 | 1× |    | 1× |
| Spanje               |                                         |             |         |    |    |    |
| FC Barcelona         | Vlag van Spanje                         | 2×          | 1960/61 |    | 1× | 1× |
| Wit-Rusland          |                                         |             |         |    |    |    |
| FC Gomel             | Vlag van Wit-Rusland                    | 2×          | 1999    | 1× |    | 1× |

FC Baník Ostrava · FK Chmel Blšany · 1. FK Drnovice · FC Hradec Králové · FK Jablonec · FK Mladá Boleslav · SFC Opava · FK Příbram · SK Simga Olomouc · SK Slavia Praag · 1. FC Slovácko · FC Slovan Liberec · AC Sparta Praag · FK Teplice · FC Viktoria Pilsen · FK Viktoria Žižkov · FC Zbrojovka Brno · FC Zlín